# Bridouxia
Bridouxia es un género de molusco gasterópodo de la familia Thiaridae en el orden de los Mesogastropoda.

## Especies
Las especies de este género son:
- Bridouxia giraudi Bourguignat, 1885[1] - type species[2]
- Bridouxia leucoraphe (Ancey, 1890)[3]
- Bridouxia ponsonbyi (Smith, 1889)[4]
- Bridouxia praeclara (Bourguignat, 1885)[5]
- Bridouxia rotundata (Smith, 1904)[6]
- Bridouxia smithiana (Bourguignat, 1885)[7]